# Ямаково
Ямаково (тат. Җәмәк) — деревня в Мензелинском районе Татарстана (Россия). Входит в Кадряковское сельское поселение.
Численность населения — 174 человека (2010).

## Описание
Расположена на реке Мензеля в 2,5-3 км к северо-западу от села Кадряково, в 23 км к юго-западу от Мензелинска и в 38 км к юго-востоку от города Набережные Челны. На юге вблизи деревни проходит автодорога (М7) Кузембетьево — Кадряково.
Имеются начальная школа, клуб, мечеть (не позже 1835 года постройки).

## История
Деревня известна с 1715 года. До 1920 года входила в Мензелинскую волость Мензелинского уезда Уфимской губернии. С 1920 года в составе Мензелинского кантона Татарской АССР. С 10.08.1930 года в Мензелинском, с 10.02.1935 года в Ворошиловском, с 29.11.1957 года в Яна-Юлском, с 12.10.1959 года в Мензелинском районах.
В XVII — 1-й половине XIX веков жители деревни относились к категории государственных крестьян. Во время Крестьянской войны 1773—1775 годов активно поддержали Е. И. Пугачёва.
В «Списке населенных мест по сведениям 1870 года», изданном в 1877 году, населённый пункт упомянут как деревня Ямякова 5-го стана Мензелинского уезда Уфимской губернии. Располагалась при речке Мензеле, по левую сторону почтового тракта из Мензелинска в Елабугу, в 19 верстах от уездного города Мензелинска и в 26 верстах от становой квартиры в деревне Кузекеева (Кускеева). В деревне, в 70 дворах жили 411 человек (205 мужчин и 206 женщин, татары), были мечеть, училище. Жители занимались земледелием, скотоводством.
По сведениям переписи 1897 года, в деревне Ямакова Мензелинского уезда Уфимской губернии жили 633 человека (336 мужчин и 297 женщин), из них 621 мусульманин.
В начале XX века в деревне работали мектебы для мальчиков и девочек, водяная мельница, хлебный склад, бакалейная лавка.
Численность населения: в 1795 году — 154, в 1859 году — 320, в 1870 году — 411, в 1884 году — 475, в 1897 году — 633, в 1906 году — 700, в 1913 году — 887, в 1920 году — 880, в 1926 году — 429, в 1938 году — 516, в 1949 году — 296, в 1958 году — 331, в 1970 году — 373, в 1979 году — 320, в 1989 году — 207, в 2002 году — 210 человек.

## Известные жители
В деревне родился, жил и умер Фахрази Галеев (1912—1997) — Герой Советского Союза, участник Великой Отечественной войны.